# Родниковское (Ставропольский край)
Роднико́вское — село в Арзгирском районе Ставропольского края России.

## Этимология
Первоначально село называлось Байчара. На официальном сайте администрации муниципального образования села Родниковского приводятся следующие сведения о происхождении данного топонима: 

Первыми начали заселять село в 1903 году кочевники-туркмены. Среди них выделялся скотовод Байчара. Уважая Байчару, жители назвали место стоянки Байчарой.— История села Родниковского
В 1949 году населённый пункт переименовали в Родниковское (по преданию в его окрестностях было много родников).
Другие варианты наименования: Родниковское (Байчара), Бойчара, Байчора.

## География
Расстояние до краевого центра: 171 км.
Расстояние до районного центра: 12 км.
Расположено вдоль балки Байчара (Байчаринская).
Площадь поселения: 15,2 км².

## История
Официальной датой основания населённого пункта Байчара считается 1913 год. Первоначально на его месте находилось стойбище ставропольских туркмен (по одним данным они обосновались здесь в 1903 году, по другим — в 1910-м). К июню 1914 года, согласно рапорту наместника Туркменского приставства, в ауле Байчара было «40 жилых помещений, 24 сарая, заготовлено строительного материала на 25 изб и на 10 сараев, всех домохозяев переселилось в этот аул 141». В дальнейшем он заселялся выходцами из Украины.
По переписи 1920 года аул Байчара относился к Кендже-Кулакской волости Туркменского района Благодарненского уезда. В соответствии со «Списком населённых мест Северо-Кавказского края» за 1925 год, аул входил в состав Кендже-Кулакского сельсовета Туркменского района Ставропольского округа. На начало 1925 года в нём числилось 53 двора, 326 жителей (154 мужчины и 172 женщины), начальная школа, изба-читальня, 4 колодца:292—293.
В 1926 году в Туркменском районе был образован Байчаринский сельсовет. Согласно «Поселенным итогам переписи 1926 г. по Северо-Кавказскому краю», он состоял из одного населённого пункта — аула Байчара, население которого насчитывало 449 человек (из них 441 — украинцы):275. Позднее в составе сельсовета было уже 3 населённых пункта: административный центр — село Байчара, село Каменная Балка и хутор Заветный (Штальмах). 9 сентября 1929 года постановлением Президиума ВЦИК селения Байчара, Каменная Балка и Заветный были перечислены из Туркменского района Ставропольского округа в Арзгирский район Терского округа.
В конце 1929 года на территории Байчаринского сельсовета образовался колхоз имени Героя Гражданской войны А. К. Николенко, объединивший хозяйства более 50 семей. За колхозом было закреплено 400 га пашни; в колхозном стаде содержалось 1200 овец и 130 лошадей. Во время сельскохозяйственных работ колхозники использовали 18 конных плугов, 9 скоровспашек и 15 лобогреек.
На основании указа президиума Верховного Совета РСФСР от 10 августа 1949 года (по другим данным — от 27 августа) и решения Ставропольского крайисполкома от 30 августа 1949 года № 376 Байчаринский сельсовет был переименован в Родниковский, а село Байчара — в село Родниковское. С упразднением в 1963 году Арзгирского района сельсовет был передан Прикумскому району Ставропольского края. В 1964 году Арзгирский район был восстановлен, и Родниковский сельсовет вновь перешёл в его подчинение.
На 1 марта 1966 года Родниковский сельсовет объединял 2 населённых пункта — сёла Родниковское (центр) и Каменная Балка:8.
В 1950—1970-х годах Родниковское было радиофицировано, электрифицировано и обеспечено водоснабжением, на его территории открылись школа (1965), детский сад (1973) и Дом культуры (1978). В 1983 году началась газификация села.
До 16 марта 2020 года образовывало упразднённое сельское поселение село Родниковское.

## Население
| 1925  | 1926  | 1989  | 2002  | 2010  | 2011  | 2012  | 2013  | 2014  |
| ----- | ----- | ----- | ----- | ----- | ----- | ----- | ----- | ----- |
| 326   | ↗449  | ↗911  | ↗1086 | ↘1068 | ↘1065 | ↘1050 | →1050 | ↘1024 |
| 2015  | 2016  | 2017  | 2018  | 2019  | 2020  | 2021  |       |       |
| ↗1026 | ↘1012 | ↗1044 | ↘1002 | ↘994  | ↘981  | ↗1034 |       |       |

Национальный состав
По итогам переписи населения 2010 года проживали следующие национальности (национальности менее 1 %, см. в сноске к строке «Другие»):
| Национальность | Численность | Процент |
| -------------- | ----------- | ------- |
| Русские        | 742         | 69,48   |
| Даргинцы       | 244         | 22,85   |
| Кумыки         | 19          | 1,78    |
| Аварцы         | 18          | 1,69    |
| Другие         | 45          | 4,21    |
| Итого          | 1068        | 100,00  |

## Упразднённое сельское поселение село Родниковское
Совет муниципального образования
Состоит из 10 депутатов, избираемых на муниципальных выборах по одномандатным избирательным округам.
Главы поселения 
- Василий Андреевич Иващенко[35] (c 2005 года)

Администрация сельского поселения

## Инфраструктура
- Администрация муниципального образования села Родниковского
- Центр культуры, досуга и спорта
- Библиотека. Открыта 10 января 1946 года[36]
- Фельдшерско-акушерский пункт[37]
- Аптечный киоск и зубопротезный кабинет[38]
- Общественное открытое кладбище площадью 12075 м²[39]

## Образование
- Детский сад № 14 (на 75 мест)[38]. Открыт 5 октября 1976 года как детский сад «Колокольчик»[36] (по другим данным - 6 ноября 1971 года[40])
- Средняя общеобразовательная школа № 9 (на 190 мест)[38]. Открыта 4 ноября 1965 года как восьмилетняя школа[41].

## Предприятия
- Сельскохозяйственный производственный кооператив колхоз имени Николенко (132 работника, сельскохозяйственное производство). Также на территории села функционируют 14 крестьянских (фермерских) хозяйств[38].

## Русская православная церковь
Часовня в честь иконы Казанской Божией Матери. Открыта в 2011 году

## Люди, связанные с селом
- Сергей Иосифович Манякин (1923—2010) — советский и российский партийный и государственный деятель, уроженец села

## Памятники
- Обелиск воинам-землякам, погибшим в годы Великой Отечественной войны 1941—1945 гг. 1966 год[42]
- Обелиск герою гражданской войны А. К. Николенко. 1962 год[43]